# 古河メタルリソース
古河メタルリソース株式会社（ふるかわメタルリソース、英文社名：Furukawa Metals & Resources Co.,Ltd.）は、東京都千代田区丸の内に本社を置く非鉄金属メーカーである。古河機械金属グループの金属事業を担う中核事業会社（連結子会社）で、古河グループに属している。

## 概要
古河機械金属の金属事業の生産部門を会社分割し、2004年（平成16年）に設立された。その後、事業毎に分社化しグループの企業価値の最大化を図る方針により、2005年（平成17年）に古河機械金属の金属事業の販売部門を吸収合併して製造・販売一体の自立した体制を構築し、現在に至る。
現在は、海外から銅鉱石を輸入し、銅をはじめとして金・銀・硫酸などを生産・販売。製錬については資本参加している小名浜製錬、日比共同製錬などに委託するなど、最適生産体制を構築している。また、原料となる銅鉱石を長期間安定的に確保するため、カナダのハックルベリー鉱山、インドネシアのバツ･ヒジャウ鉱山などに古河機械金属を通して出資するなど、海外での鉱山事業にも積極的に取り組んでいる。

## 主力製品・事業
- 電気銅
- 電気金
- 電気銀
- 硫酸

## 事業所所在地
- 本社：東京都千代田区丸の内2-2-3（丸の内仲通りビルディング）
- 大阪駐在：大阪府大阪市北区堂島浜2-1-9（古河大阪ビルディング）

## 沿革
- 2004年（平成16年） - 古河機械金属の金属事業の生産部門を会社分割し設立。

## 主要グループ会社
- 足尾製錬株式会社
- 大分鉱業株式会社
- 足尾建設株式会社
- Port Kembla Copper Pty Ltd.（オーストラリア）
- 日比共同製錬株式会社
- 小名浜製錬株式会社